# Neyland Stadium
Le Neyland Stadium est un stade de football américain situé à Knoxville dans le Tennessee. C'est l'enceinte utilisée par les Tennessee Volunteers. 
Ce stade, qui offre une capacité de 101 915 places, est géré par l'Université du Tennessee.

## Histoire
Le stade est inauguré en 1921 sous le nom de "Shields-Watkins Field", du nom du Colonel W.S. Shields et de sa femme Alice Watkins-Shields qui apportèrent le capital initial nécessaire à la construction de l'enceinte. Il est plus tard rebaptisé en 1962  "Neyland Stadium" en l'honneur de Robert Neyland, emblématique coach des Tennessee Volunteers de 1926 à 1952.
Depuis 1946, date depuis laquelle sont comptabilisées les affluences des matchs, ce serait près de 25 millions de spectateurs qui auraient assisté à une rencontre au Neyland Stadium. Après 85 ans et seize phases de travaux d'extension, c'est aujourd'hui l'un des plus grands stades universitaire des États-Unis, et un des plus grands stades du monde. En 2010, des travaux ont réduit légèrement la capacité de l'enceinte, la passant de 104 079 à 102 459 spectateurs.
L'équipe des Tennessee Volunteers, faisant partie de la Southeastern Conference, y joue tous ses matchs à domicile. 
The Jackson Five y donnent trois concerts durant leur Victory Tour les 7, 8 et 9 août 1984 devant 150 000 spectateurs.